# Comuna Lukač, Virovitica-Podravina
Lukač este o comună în cantonul Virovitica-Podravina, Croația, având o populație de 3.634 de locuitori (2011).

## Demografie
Componența etnică a comunei Lukač
     Croați (92,79%)
     Sârbi (5,39%)
     Necunoscut (0,52%)
     Neclasificat (0,8%)
Componența confesională a comunei Lukač
     Catolici (91,66%)
     Ortodocși (5,53%)
     Necunoscută (1,27%)
     Alte religii (1,54%)
Conform recensământului din 2011, comuna Lukač avea 3.634 de locuitori. Din punct de vedere etnic, majoritatea locuitorilor (92,79%) erau croați, cu o minoritate de sârbi (5,39%). Apartenența etnică nu este cunoscută în cazul a 0,52% din locuitori. Din punct de vedere confesional, majoritatea locuitorilor (91,66%) erau catolici, cu o minoritate de ortodocși (5,53%). Pentru 1,27% din locuitori nu este cunoscută apartenența confesională.